# Sertularia mertoni
Sertularia mertoni är en nässeldjursart som beskrevs av Eberhard Stechow och Müller 1923. Sertularia mertoni ingår i släktet Sertularia och familjen Sertulariidae. Inga underarter finns listade i Catalogue of Life.